# Tawang (huyện)
Huyện Tawang là một huyện thuộc bang Arunachal Pradesh, Ấn Độ. Thủ phủ huyện Tawang đóng ở Tawang. Huyện Tawang có diện tích 2172 ki lô mét vuông. Đến thời điểm năm 2001, huyện Tawang có dân số 34705 người.